# Jüdischer Friedhof (Merzenich)
Der Jüdische Friedhof lag in Merzenich im Kreis Düren, Nordrhein-Westfalen.
Der jüdische Friedhof lag neben der alten Windmühle und späteren Wasserturm. Er wurde im Zweiten Weltkrieg durch den Absturz eines Flugzeuges zerstört und nicht wieder aufgebaut. Auf dem kleinen Begräbnisplatz sollen etwa fünf Beerdigungen stattgefunden haben. Heute ist der Friedhof eine Wiese.